# 피루브산 탈수소효소 키네이스
피루브산 탈수소효소 키네이스(영어: pyruvate dehydrogenase kinase, PDK) (EC 2.7.11.2)는 ATP를 사용한 인산화에 의해 피루브산 탈수소효소를 비활성화시키는 역할을 하는 키네이스이다. 피루브산 탈수소효소 복합체 키네이스(영어: pyruvate dehydrogenase complex kinase), PDC 키네이스(영어: PDC kinase)라고도 한다.
따라서 피루브산 탈수소효소 키네이스는 피루브산 탈수소효소가 첫 번째 구성 요소인 피루브산 탈수소효소 복합체의 조절에 참여한다. 피루브산 탈수소효소 키네이스와 피루브산 탈수소효소 복합체는 모두 진핵생물의 미토콘드리아 기질에 위치한다. 이 복합체는 피루브산(세포질의 해당과정의 산물)을 아세틸-CoA로 전환시키는 역할을 하며, 아세틸-CoA는 미토콘드리아 기질의 시트르산 회로에서 산화되어 에너지를 생성한다. 피루브산 탈수소효소 키네이스는 이 복합체의 활성을 하향조절함으로써 미토콘드리아에서 피루브산의 산화를 감소시키고 세포질에서 피루브산이 젖산으로 전환되는 것을 증가시킨다.
피루브산 탈수소효소 키네이스의 반대 작용, 즉 피루브산 탈수소효소의 탈인산화 및 활성화는 피루브산 탈수소효소 인산가수분해효소라고 불리는 단백질 인산가수분해효소에 의해 촉매된다.
피루브산 탈수소효소 키네이스는 때때로 "PDK1"으로도 알려진 포스포이노시타이드 의존성 키네이스-1과 혼동해서는 안된다.

## 인산화 부위
피루브산 탈수소효소 키네이스는 세 가지 가능한 부위에서 피루브산 탈수소효소의 세린 잔기를 인산화시킬 수 있다. 일부 증거에 따르면 부위 1의 인산화는 효소를 거의 완전히 비활성화시키는 반면, 부위 2와 부위 3의 인산화는 복합체 비활성화에 작은 기여만 하는 것으로 나타났다. 따라서 피루브산 탈수소효소의 비활성화를 담당하는 것은 부위 1의 인산화이다.

## 동질효소
사람에게는 다음과 같이 PDK의 4가지 동질효소가 알려져 있다.
- PDK1
- PDK2
- PDK3
- PDK4

4가지 동질효소 사이의 1차 서열은 70%의 동일성으로 보존되어 있다. 가장 큰 차이는 N-말단 근처에서 일어난다.
PDK1은 436개의 잔기를 가져서 4가지 중 가장 큰 반면 PDK2는 407개, PDK3는 406개, PDK4는 411개의 잔기를 각각 가지고 있다. 동질효소는 각 부위마다 다른 활성과 인산화율을 가지고 있다. 부위 1에서는 가장 빠른 것부터 가장 느린 것 순으로 PDK2 > PDK4 ≈ PDK1 > PDK3이다. 부위 2의 경우, PDK3 > PDK4 > PDK2 > PDK1 순이다. PDK1만이 부위 3을 인산화시킬 수 있다. 그러나 이러한 활성은 pH의 약간의 변화에 민감하기 때문에 PDK 동질효소의 미세 환경은 반응 속도를 변화시킬 수 있는 것으로 나타났다.
동질효소의 풍부도는 조직 특이적인 것으로 나타났다. PDK1은 심장 세포에 풍부하다. PDK3는 고환에 가장 풍부하다. PDK2는 대부분의 조직에 존재하지만 지라 및 폐세포에 적게 분포한다. PDK4는 골격근과 심장 조직에서 주로 발견된다.

## 메커니즘
피루브산 탈수소효소는 PDK에 의해 인산화되면 비활성화된다. 일반적으로 피루브산 탈수소효소의 활성 부위는 수소 결합의 네트워크에 의해 뒷받침되는 안정화되고 규칙적인 입체구조로 되어 있다. 그러나 부위 1에서 PDK에 의한 인산화는 인산화된 잔기와 관련된 크기 및 음전하 증가로 인해 인근의 다른 세린 잔기와 입체적 충돌을 일으킨다. 이는 수소 결합 네트워크를 파괴하고 두 개의 인산화 루프의 입체구조를 방해한다. 이러한 루프는 환원성 아세틸화 단계를 방지하여 효소의 전반적인 활성을 중단시킨다. 부위 2와 부위 3의 인산화에 대한 입체구조적 변화와 비활성화 메커니즘은 현재로서는 알려져 있지 않다.

## 조절

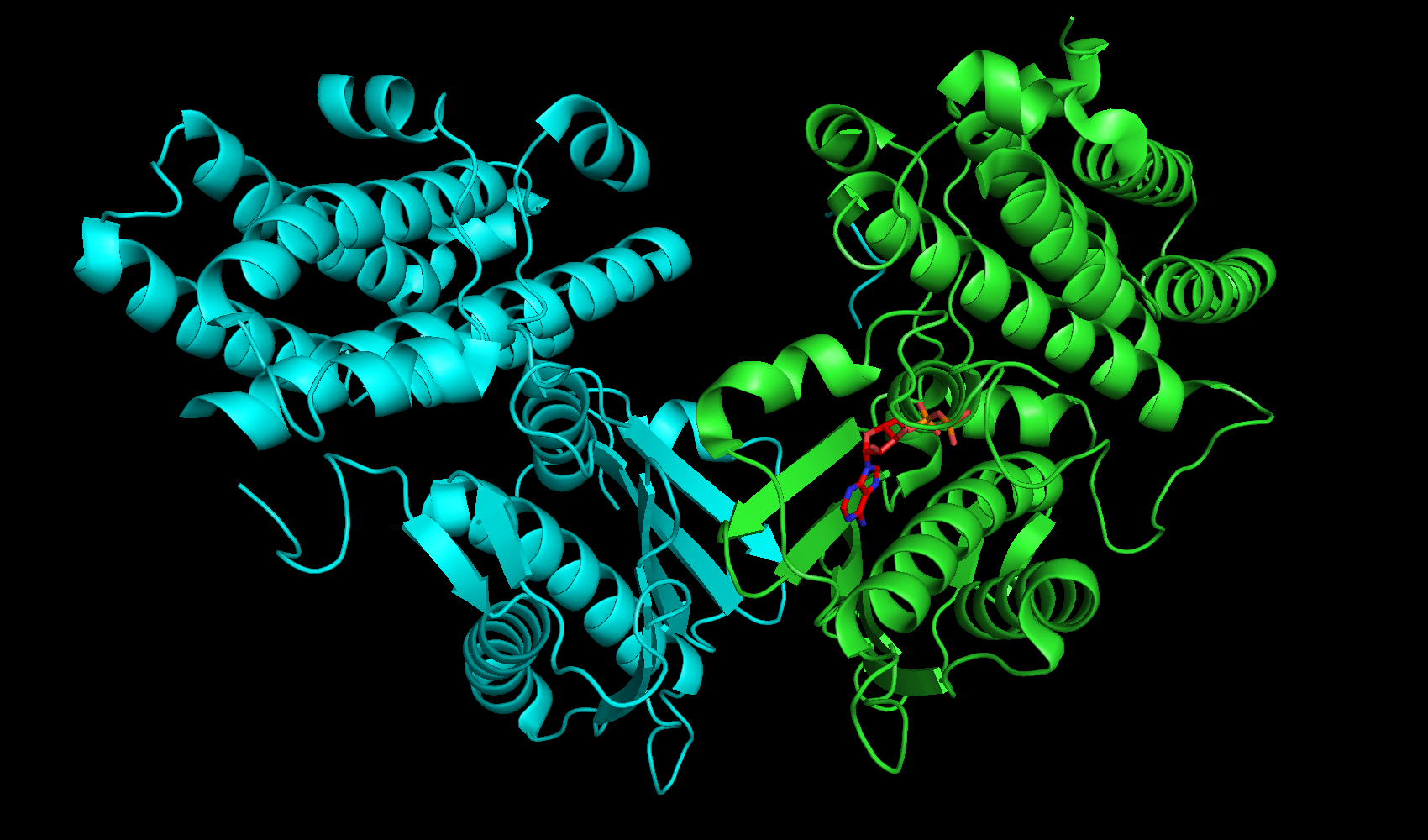
활성 부위에 ADP가 결합된 PDK 동질효소 4 ADP는 경쟁적 저해제인 것으로 나타났다.

피루브산 탈수소효소 키네이스는 ATP, NADH 및 아세틸-CoA에 의해 활성화된다. 피루브산 탈수소효소 키네이스는 ADP, NAD+, CoA-SH 및 피루브산에 의해 저해된다.
각 동질효소는 이러한 각 요인에 조금씩 다르게 반응한다. NADH는 PDK1 활성을 20%, PDK2 활성을 30% 자극한다. 아세틸-CoA와 NADH는 이들 효소의 활성을 각각 200%와 300% 증가시킨다. 유사한 조건에서 PDK3는 NADH에 반응하지 않으며 아세틸-CoA와 함께 NADH에 의해 저해된다. PDK4는 NADH와 함께 활성이 200% 증가하지만 아세틸-CoA는 첨가해도 활성이 더 이상 증가하지 않는다.

## 질병 관련성
피루브산 탈수소효소 키네이스(PDK)의 동질형은 비만, 당뇨병, 심부전 및 암에서 증가한다. 일부 연구에서는 인슐린이 부족한(또는 인슐린에 둔감한) 세포가 PDK4를 과발현하는 것으로 나타났다. 결과적으로 해당과정에서 형성된 피루브산은 산화될 수 없으며, 이는 혈액 내 포도당이 효율적으로 사용될 수 없다는 사실로 인해 고혈당증을 유발한다. 따라서 제2형 당뇨병 치료를 희망하는 여러 약물이 PDK4를 표적으로 삼고 있다.
PDK1은 HIF-1의 존재로 인해 저산소 암세포에서 활성이 증가하는 것으로 나타났다. PDK1은 피루브산을 시트르산 회로에서 분리하여 저산소 세포를 살아있게 한다. 따라서 PDK1은 이러한 암세포에서 세포사멸을 방지하므로 PDK1의 저해는 항종양 치료법으로 제안되었다. 유사하게 PDK3는 결장암 세포주에서 과발현되는 것으로 나타났다. 세 가지 제안된 저해제로는 PDK1에 결합하는 AZD7545와 다이클로로아세트산 및 PDK3에 결합하는 라디시콜이 있다.
PDK3 유전자의 돌연변이는 X-연관 샤르코 마리 투스 질환(CMTX6)의 드문 원인이다.
개, 특히 도베르만 핀셔의 경우 PDK 유전자의 돌연변이가 확장성 심근병증(DCM)과 관련이 있다.

## 같이 보기
- 피루브산 탈수소효소 복합체
- PDK1
- PDK2
- PDK3
- PDK4